# Orgeix
Orgeix (en occitan : Orgeish) est une commune française située dans le sud-est du département de l'Ariège, en région Occitanie. Sur le plan historique et culturel, la commune fait partie du pays du Sabarthès, structuré par la haute vallée de l'Ariège en amont du pays de Foix avec Tarascon-sur-Ariège comme ville principale.
Exposée à un climat de montagne, elle est drainée par l'Oriège, le ruisseau de la Vallée d'Orgeix et par divers autres petits cours d'eau. La commune possède un patrimoine naturel remarquable composé de six zones naturelles d'intérêt écologique, faunistique et floristique.
Orgeix est une commune rurale qui compte 101 habitants en 2022, après avoir connu un pic de population de 272 habitants en 1821. Ses habitants sont appelés les Orgeixois ou Orgeixoises.

## Géographie

### Localisation

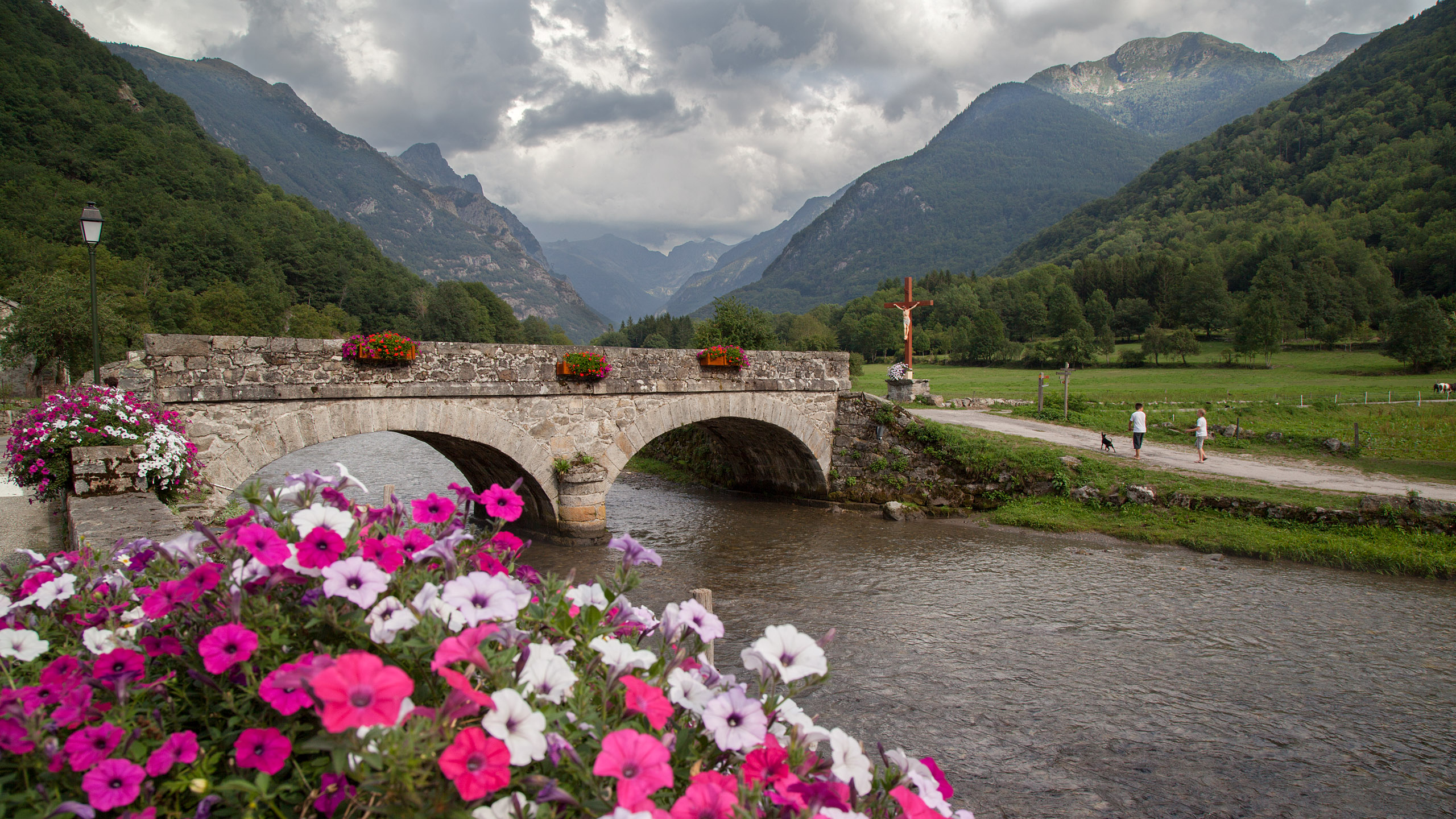
Pont sur l'Oriège.

La commune d'Orgeix se trouve dans le département de l'Ariège, en région Occitanie.
Commune située dans les Pyrénées, dans le terroir historique du Sabarthès.
Elle se situe à 36 km à vol d'oiseau de Foix, préfecture du département, et à 3 km d'Ax-les-Thermes, bureau centralisateur du canton de Haute-Ariège dont dépend la commune depuis 2015 pour les élections départementales.
La commune fait en outre partie du bassin de vie d'Ax-les-Thermes.
Les communes les plus proches sont : 
Ascou (1,4 km), Orlu (1,9 km), Ax-les-Thermes (2,6 km), Sorgeat (2,6 km), Ignaux (3,3 km), Savignac-les-Ormeaux (4,7 km), Mérens-les-Vals (6,2 km), Vaychis (6,2 km).
Sur le plan historique et culturel, Orgeix fait partie du pays du Sabarthès, structuré par la haute vallée de l'Ariège en amont du pays de Foix avec Tarascon-sur-Ariège comme ville principale.
Les communes limitrophes sont Ascou, Ax-les-Thermes, Mérens-les-Vals et Orlu.
|                 | Ascou  |      |
| Ax-les-Thermes  | Orgeix | Orlu |
| Mérens-les-Vals |        |      |

### Géologie et relief
La commune est située dans les Pyrénées, une chaîne montagneuse jeune, érigée durant l'ère tertiaire (il y a 40 millions d'années environ), en même temps que les Alpes. Les terrains affleurants sur le territoire communal sont constitués de roches métamorphiques datant pour certaines du Paléozoïque, une ère géologique qui s'étend de −541 à −252,2 Ma (millions d'années), et pour d'autres du Protérozoïque, le dernier éon du Précambrien sur l’échelle des temps géologiques. La structure détaillée des couches affleurantes est décrite dans la feuille « n°1094 - Mont-Louis » de la carte géologique harmonisée au 1/50 000ème du département de l'Ariège, et sa notice associée.
La superficie cadastrale de la commune publiée par l’Insee, qui sert de références dans toutes les statistiques, est de 18,39 km2,. La superficie géographique, issue de la BD Topo, composante du Référentiel à grande échelle produit par l'IGN, est quant à elle de 18,55 km2. Son relief est particulièrement escarpé puisque la dénivelée maximale atteint 1 681 mètres. L'altitude du territoire varie entre 800 m et 2 481 m.

### Hydrographie

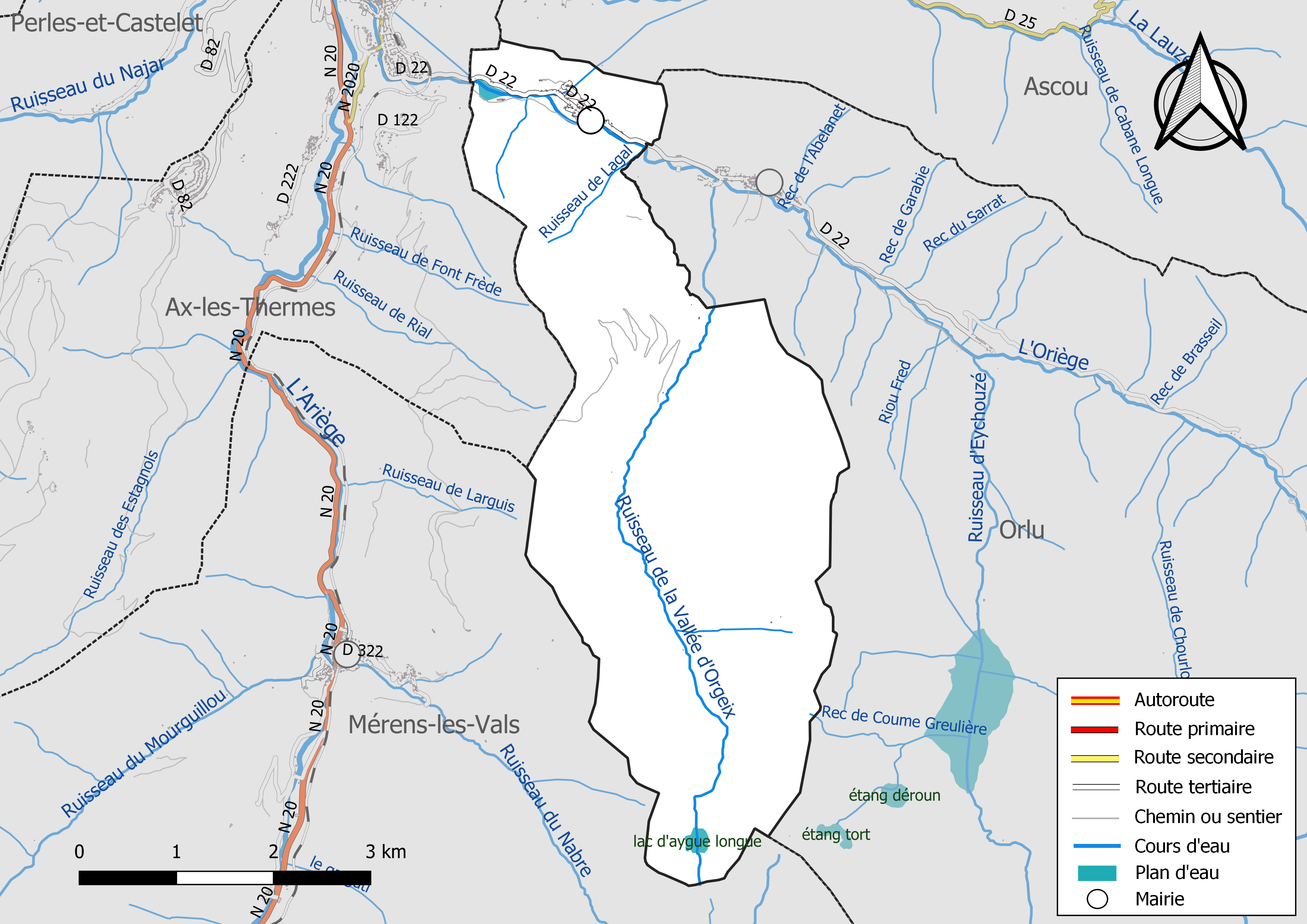
Réseaux hydrographique et routier d'Orgeix.

La commune est dans le bassin versant de la Garonne, au sein du bassin hydrographique Adour-Garonne. Elle est drainée par l'Oriège, le ruisseau de la Vallée d'Orgeix, Rec de Coume Greulière, le ruisseau de Lagal et par divers petits cours d'eau, constituant un réseau hydrographique de 13 km de longueur totale,.
L'Oriège, d'une longueur totale de 21,7 km, prend sa source dans la commune d'Orlu et s'écoule du sud vers le nord puis le nord-ouest. Il traverse la commune et se jette dans l'Ariège à Ax-les-Thermes, après avoir traversé 3 communes.

### Climat
Pour des articles plus généraux, voir Climat de l'Occitanie et Climat de l'Ariège.
En 2010, le climat de la commune est de type climat des marges montargnardes, selon une étude s'appuyant sur une série de données couvrant la période 1971-2000. En 2020, Météo-France publie une typologie des climats de la France métropolitaine dans laquelle la commune est exposée à un climat de montagne et est dans la région climatique Pyrénées centrales, caractérisée par une pluviométrie annuelle de 1 000 à 1 200 mm.
Pour la période 1971-2000, la température annuelle moyenne est de 9,8 °C, avec une amplitude thermique annuelle de 15 °C. Le cumul annuel moyen de précipitations est de 965 mm, avec 8,6 jours de précipitations en janvier et 6,6 jours en juillet. Pour la période 1991-2020, la température moyenne annuelle observée sur la station météorologique la plus proche, située sur la commune d'Ascou à 1 km à vol d'oiseau, est de 9,3 °C et le cumul annuel moyen de précipitations est de 1 258,8 mm,. Pour l'avenir, les paramètres climatiques de la commune estimés pour 2050 selon différents scénarios d'émission de gaz à effet de serre sont consultables sur un site dédié publié par Météo-France en novembre 2022.

### Milieux naturels et biodiversité
L’inventaire des zones naturelles d'intérêt écologique, faunistique et floristique (ZNIEFF) a pour objectif de réaliser une couverture des zones les plus intéressantes sur le plan écologique, essentiellement dans la perspective d’améliorer la connaissance du patrimoine naturel national et de fournir aux différents décideurs un outil d’aide à la prise en compte de l’environnement dans l’aménagement du territoire.
Quatre ZNIEFF de type 1 sont recensées sur la commune :
- le « cours de l'Oriège entre Orlu et Ax-les-thermes » (20 ha), couvrant 3 communes du département[24] ;
- les « montagnes orientales d'Ax-les-Thermes » (9 524 ha), couvrant 20 communes dont 16 dans l'Ariège et 4 dans l'Aude[25] ;
- « vallée et bassin versant de l'Oriège » (8 937 ha), couvrant 9 communes dont 6 dans l'Ariège et 3 dans les Pyrénées-Orientales[26] ;
- le « versant en rive droite de la haute vallée de l'Ariège » (6 237 ha), couvrant 7 communes dont 5 dans l'Ariège et 2 dans les Pyrénées-Orientales[27] ;

et deux ZNIEFF de type 2, : 
- « le bassin versant de l'Oriège et montagnes orientales d'Ax-les-Thermes » (18 551 ha), couvrant 25 communes dont 18 dans l'Ariège, 4 dans l'Aude et 3 dans les Pyrénées-Orientales[28] ;
- le « massif de l'Aston et haute vallée de l'Ariège » (0 ha), couvrant 24 communes dont 22 dans l'Ariège et 2 dans les Pyrénées-Orientales[29].

Carte des ZNIEFF de type 1 et 2 à Orgeix.
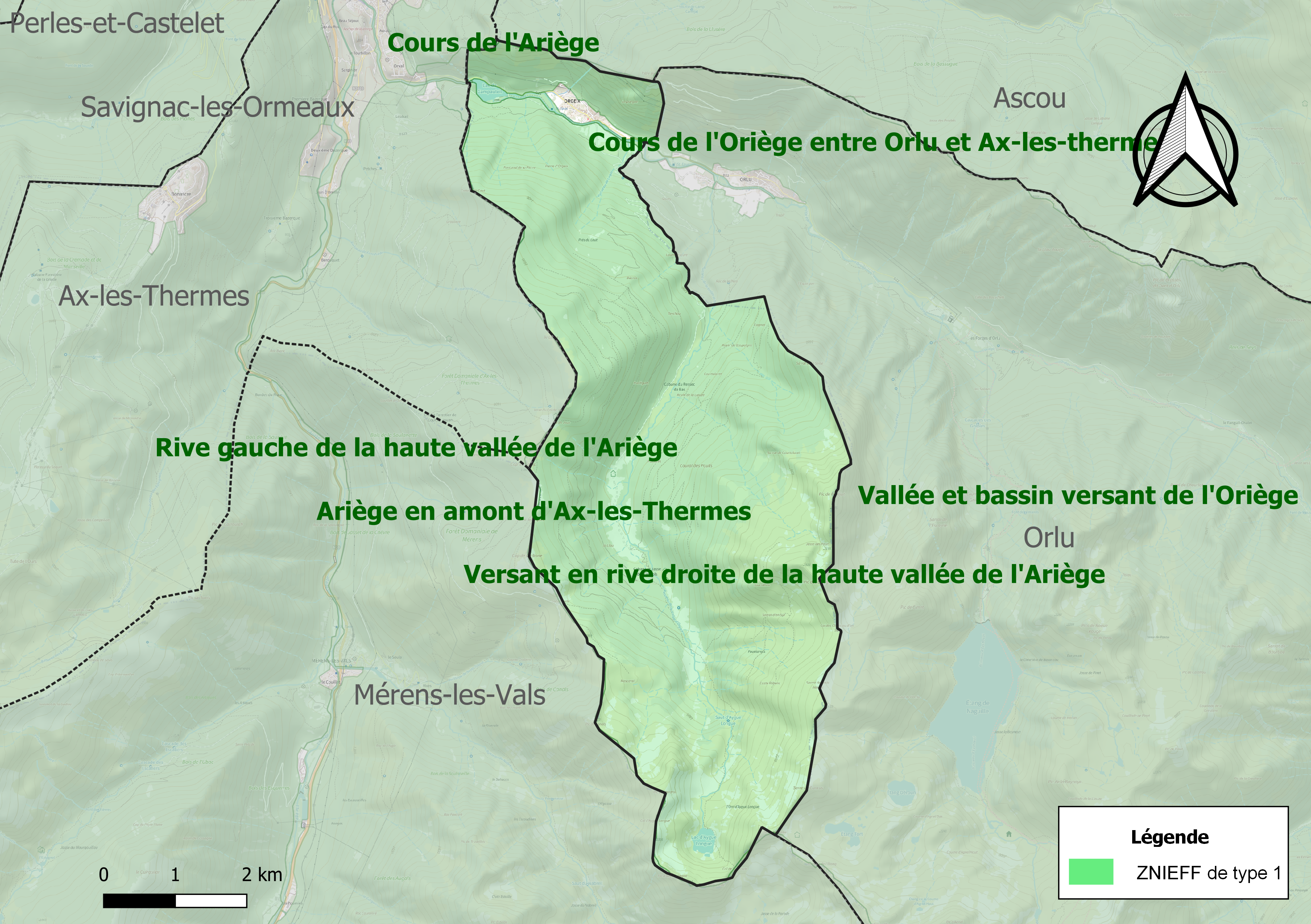
Carte des ZNIEFF de type 1 sur la commune.
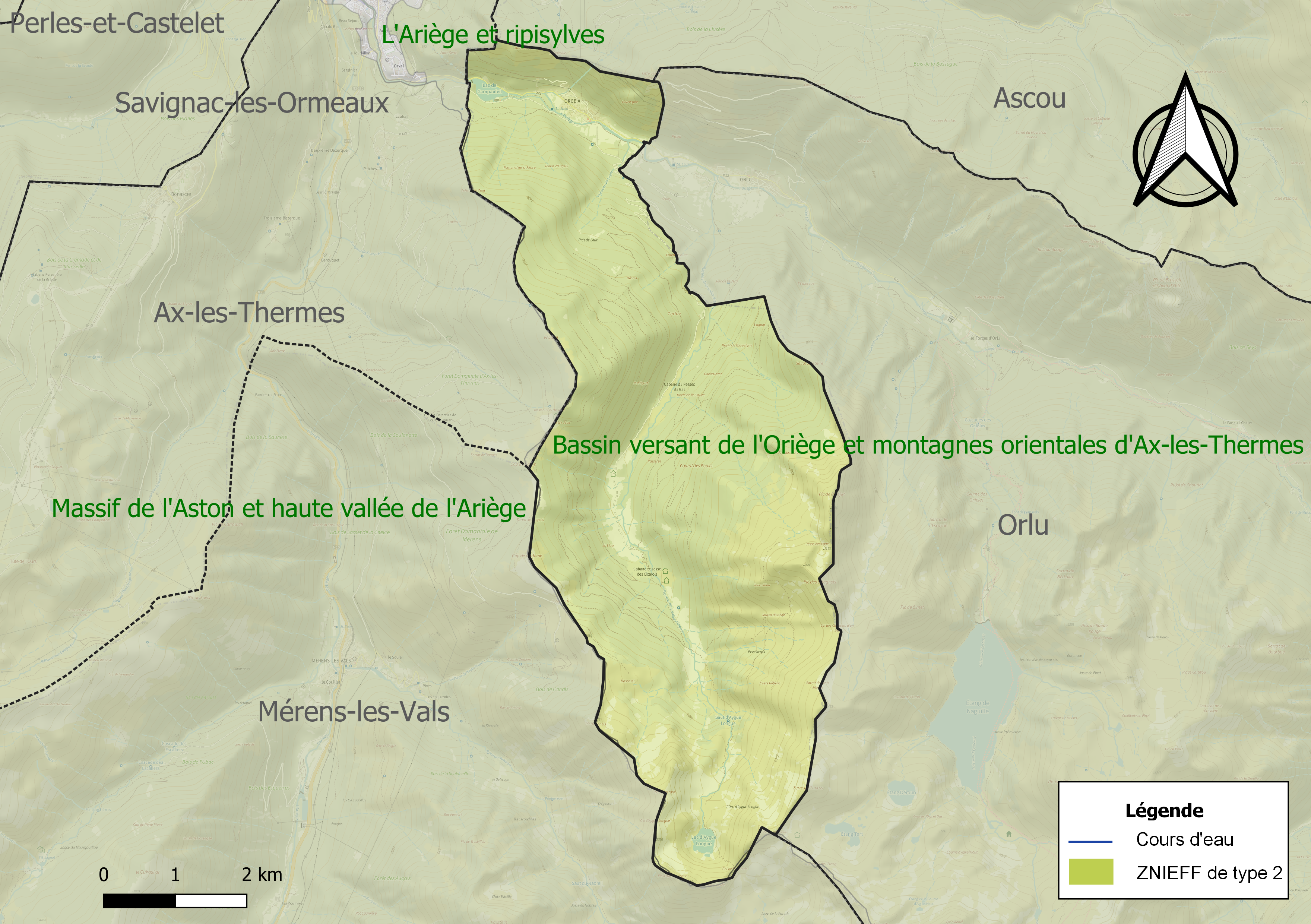
Carte des ZNIEFF de type 2 sur la commune.

## Urbanisme

### Typologie
Au 1er janvier 2024, Orgeix est catégorisée commune rurale à habitat très dispersé, selon la nouvelle grille communale de densité à 7 niveaux définie par l'Insee en 2022.
Elle est située hors unité urbaine et hors attraction des villes,.

### Occupation des sols

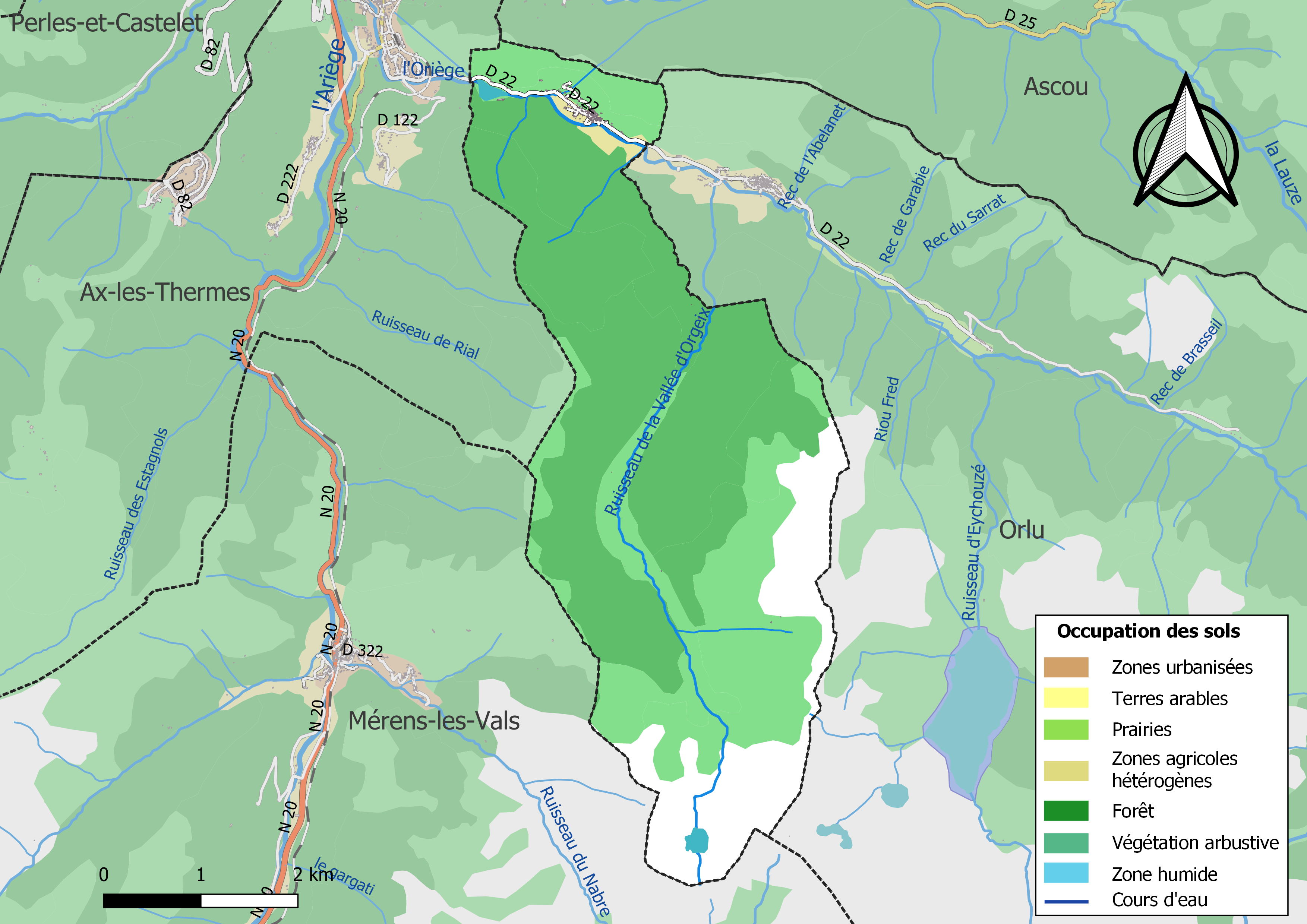
Carte des infrastructures et de l'occupation des sols de la commune en 2018 (CLC).

L'occupation des sols de la commune, telle qu'elle ressort de la base de données européenne d’occupation biophysique des sols Corine Land Cover (CLC), est marquée par l'importance des forêts et milieux semi-naturels (98,8 % en 2018), une proportion identique à celle de 1990 (98,8 %). La répartition détaillée en 2018 est la suivante : 
forêts (54,4 %), milieux à végétation arbustive et/ou herbacée (28,6 %), espaces ouverts, sans ou avec peu de végétation (15,8 %), zones agricoles hétérogènes (1,2 %). L'évolution de l’occupation des sols de la commune et de ses infrastructures peut être observée sur les différentes représentations cartographiques du territoire : la carte de Cassini (XVIIIe siècle), la carte d'état-major (1820-1866) et les cartes ou photos aériennes de l'IGN pour la période actuelle (1950 à aujourd'hui).

### Habitat et logement
En 2018, le nombre total de logements dans la commune était de 128, alors qu'il était de 127 en 2013 et de 123 en 2008.
Parmi ces logements, 38 % étaient des résidences principales, 59,6 % des résidences secondaires et 2,4 % des logements vacants. Ces logements étaient pour 90,5 % d'entre eux des maisons individuelles et pour 9,5 % des appartements.
Le tableau ci-dessous présente la typologie des logements à Orgeix en 2018 en comparaison avec celle de l'Ariège et de la France entière. Une caractéristique marquante du parc de logements est ainsi une proportion de résidences secondaires et logements occasionnels (59,6 %) supérieure à celle du département (24,6 %) et à celle de la France entière (9,7 %). Concernant le statut d'occupation de ces logements, 77,1 % des habitants de la commune sont propriétaires de leur logement (81,8 % en 2013), contre 66,3 % pour l'Ariège et 57,5 % pour la France entière.
| Typologie                                               | Orgeix | Ariège | France entière |
| ------------------------------------------------------- | ------ | ------ | -------------- |
| Résidences principales (en %)                           | 38     | 65,7   | 82,1           |
| Résidences secondaires et logements occasionnels (en %) | 59,6   | 24,6   | 9,7            |
| Logements vacants (en %)                                | 2,4    | 9,7    | 8,2            |

### Risques majeurs
Le territoire de la commune d'Orgeix est vulnérable à différents aléas naturels : inondations, climatiques (grand froid ou canicule), feux de forêts, mouvements de terrains, avalanche  et séisme (sismicité moyenne). Il est également exposé à un risque technologique,  la rupture d'un barrage, et un risque particulier, le risque radon,.

#### Risques naturels

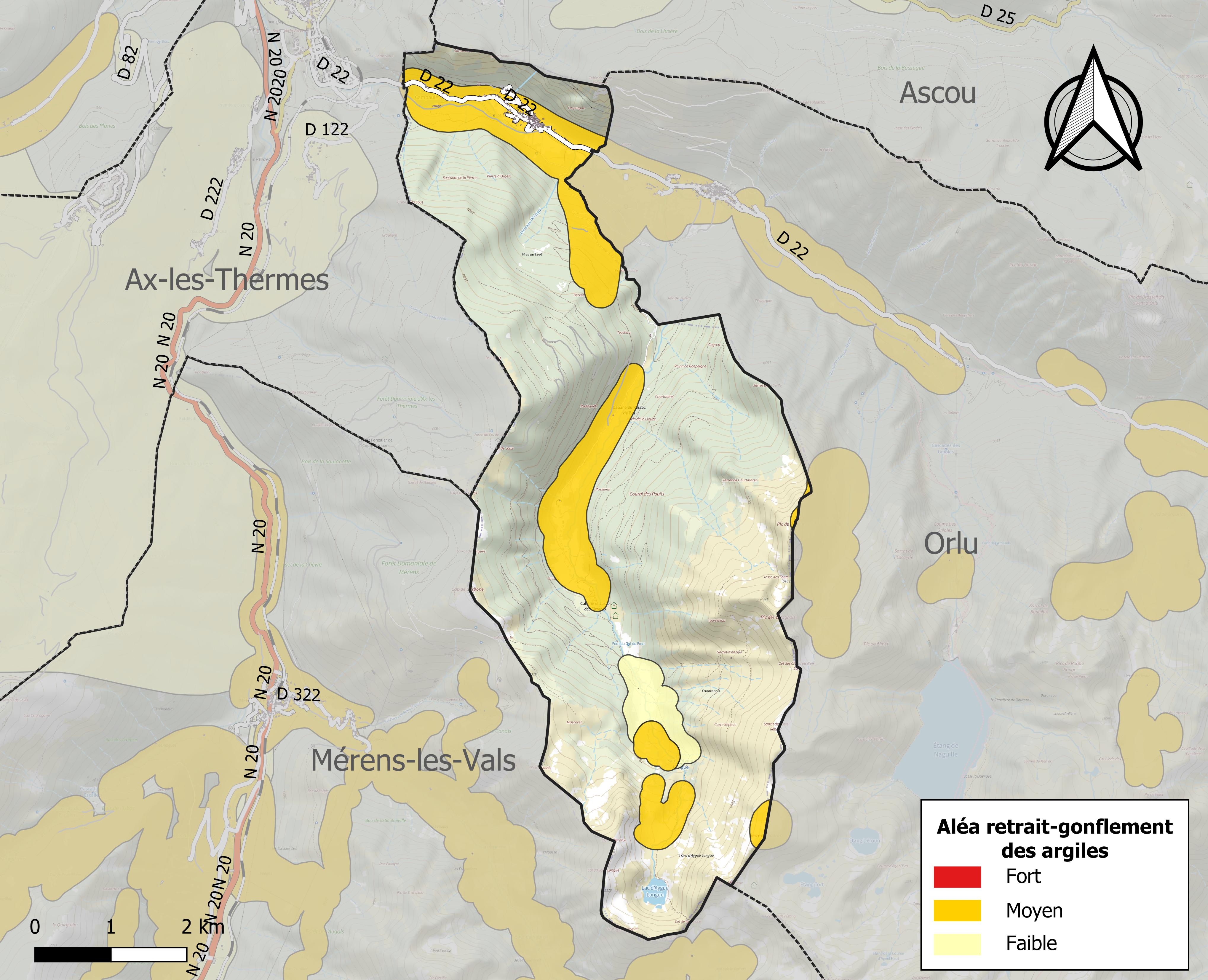
Zonage de l'aléa retrait-gonflement des argiles sur la commune d'Orgeix.

Certaines parties du territoire communal sont susceptibles d’être affectées par le risque d’inondation par débordement, crue torrentielle d'un cours d'eau, ou ruissellement d'un versant.
Les mouvements de terrains susceptibles de se produire sur la commune sont soit des chutes de blocs, soit des glissements de terrains, soit des mouvements liés au retrait-gonflement des argiles. Près de 50 % de la superficie du département est concernée par l'aléa retrait-gonflement des argiles, dont la commune d'Orgeix. L'inventaire national des cavités souterraines permet par ailleurs de localiser celles situées sur la commune.
Ces risques naturels sont pris en compte dans l'aménagement du territoire de la commune par le biais d'un plan de prévention des risques (PPR) inondation, mouvement de terrain et avalanche approuvé le 21 février 2014.

#### Risques technologiques
Dans le département de l’Ariège on dénombre cinq grands barrages susceptibles d’occasionner des dégâts en cas de rupture. La commune fait partie des 80 communes susceptibles d’être touchées par l’onde de submersion consécutive à la rupture d’un de ces barrages. Elle est en effet dans la zone de proximité immédiate d'un barrage classé PPI.

#### Risque particulier
Dans plusieurs parties du territoire national, le radon, accumulé dans certains logements ou autres locaux, peut constituer une source significative d’exposition de la population aux rayonnements ionisants. Toutes les communes du département sont concernées par le risque radon à un niveau plus ou moins élevé. Selon la classification de 2018, la commune d'Orgeix est classée en zone 3, à savoir zone à potentiel radon significatif.

## Histoire
En 1272, la commune est citée sous le nom d'Orgeys. En 1446, les terres appartenaient à la famille de Niort, famille dépendant du comte de Foix. Mais en 1559, la comtesse de Foix, Jeanne d'Albret, offre le village à un marchand d'Ax, Raymond Munier. Dès le début du XVIIe, Orgeix devient une co-seigneurie, avant de tomber entre les mains de la famille de Thonel. La présence d'une forge est mentionnée en 1772, forge importante dans l'évolution du village.
Le roi Louis XVIII nomme le 30 août 1817 Jean François Joseph de Thonel marquis d'Orgeix.
Lors de la Grande Guerre, six personnes originaires de la commune sont morts au front. Lors de la Seconde Guerre mondiale, il n'y en eut qu'un, Emmanuel de Thonel (le marquis d'Orgeix) assassiné par les Allemands pour acte de résistance.
Le 5 juin 1938, le village est bombardé et mitraillé par neuf avions trimoteurs inconnus provenant de l'Espagne en proie à la guerre civile. 24 bombes sont lâchées mais on n'a relevé aucune victime au sol. Seule la ligne à haute tension de 52 000 volts de la Pyrénéenne a été coupée. On suppose qu'il s'agit d'une tentative sous fausse bannière pour accuser l'Armée populaire de la République espagnole de l’attaque.
En 1941, un barrage hydroélectrique est construit à Orgeix, formant un lac artificiel devant le château du village.

## Politique et administration

### Découpage territorial
La commune d'Orgeix est membre de la communauté de communes de la Haute Ariège, un établissement public de coopération intercommunale (EPCI) à fiscalité propre créé le 27 septembre 2016 dont le siège est à Luzenac. Ce dernier est par ailleurs membre d'autres groupements intercommunaux.
Sur le plan administratif, elle est rattachée à l'arrondissement de Foix, au département de l'Ariège, en tant que circonscription administrative de l'État, et à la région Occitanie.
Sur le plan électoral, elle dépend du canton de Haute-Ariège pour l'élection des conseillers départementaux, depuis le redécoupage cantonal de 2014 entré en vigueur en 2015, et de la première circonscription de l'Ariège  pour les élections législatives, depuis le redécoupage électoral de 1986.

### Liste des maires
| Période                                  | Période  | Identité                     | Étiquette | Qualité                                       |
| ---------------------------------------- | -------- | ---------------------------- | --------- | --------------------------------------------- |
| Les données manquantes sont à compléter. |          |                              |           |                                               |
| 1790                                     | 1792     | François Authier             |           |                                               |
| 1792                                     | 1797     | Pierre Naudy                 |           |                                               |
| 1797                                     | 1798     | Jean Pierre Laurens          |           |                                               |
| 1798                                     | 1801     | Dominique Peyre              |           |                                               |
| 1801                                     | 1803     | Jean Pierre Laurens          |           |                                               |
| 1803                                     | 1806     | Mathieu Naudy                |           |                                               |
| 1806                                     | 1817     | Jean Naudy                   |           |                                               |
| 1817                                     | 1830     | Dominique Peyre              |           |                                               |
| 1830                                     | 1850     | Cyprien Antoine Laurens      |           |                                               |
| 1850                                     | 1878     | Alexandre de Thonel d'Orgeix |           |                                               |
| 1878                                     | 1881     | Jean Antoine Laurens         |           |                                               |
| 1881                                     | 1888     | Alexandre de Thonel d'Orgeix |           |                                               |
| 1888                                     | 1892     | Jean Toussaint Naudy         |           |                                               |
| 1892                                     | 1908     | Charles de Thonel d'Orgeix   |           |                                               |
| 1908                                     | 1912     | Jean Toussaint Naudy         |           |                                               |
| 1912                                     | 1912     | Joseph Soulé                 |           |                                               |
| 1912                                     | 1916     | Emmanuel de Thonel d'Orgeix  |           |                                               |
| 1916                                     | 1919     | Jacques Naudy                |           |                                               |
| 1919                                     | 1924     | François de Thonel d'Orgeix  |           |                                               |
| 1924                                     | 1929     | Joseph Soulé                 |           |                                               |
| 1929                                     | 1933     | Pierre Soulé                 |           |                                               |
| 1933                                     | 1935     | Georges Loeuillet            |           |                                               |
| 1935                                     | 1945     | Joseph Soulé                 |           |                                               |
| 1945                                     | 1947     | Georges Loeuillet            |           |                                               |
| 1947                                     | 1953     | Pierre Laurens               |           |                                               |
| 1953                                     | 1960     | Alphonse Authier             |           |                                               |
| 1960                                     | 1995     | Émile Authier                | PS        |                                               |
| 1995                                     | 2008     | Gérard Berge                 |           |                                               |
| 2008                                     | 2014     | Gérard Authier               |           |                                               |
| 2014                                     | En cours | Betty Gonzalez               | SE        | Fonctionnaire Réélue pour le mandat 2020-2026 |

## Démographie
| 1793 | 1800 | 1806 | 1821 | 1831 | 1836 | 1841 | 1846 | 1851 |
| ---- | ---- | ---- | ---- | ---- | ---- | ---- | ---- | ---- |
| 220  | 214  | 242  | 272  | 266  | 238  | 222  | 268  | 262  |

| 1856 | 1861 | 1866 | 1872 | 1876 | 1881 | 1886 | 1891 | 1896 |
| ---- | ---- | ---- | ---- | ---- | ---- | ---- | ---- | ---- |
| 208  | 205  | 185  | 200  | 190  | 165  | 184  | 166  | 152  |

| 1901 | 1906 | 1911 | 1921 | 1926 | 1931 | 1936 | 1946 | 1954 |
| ---- | ---- | ---- | ---- | ---- | ---- | ---- | ---- | ---- |
| 146  | 132  | 121  | 136  | 118  | 106  | 94   | 77   | 69   |

| 1962 | 1968 | 1975 | 1982 | 1990 | 1999 | 2006 | 2011 | 2016 |
| ---- | ---- | ---- | ---- | ---- | ---- | ---- | ---- | ---- |
| 76   | 61   | 61   | 53   | 65   | 71   | 93   | 82   | 87   |

| 2021 | 2022 | - | - | - | - | - | - | - |
| ---- | ---- | - | - | - | - | - | - | - |
| 97   | 101  | - | - | - | - | - | - | - |

## Économie

### Emploi
| Division       | 2008  | 2013   | 2018   |
| -------------- | ----- | ------ | ------ |
| Commune        | 5,2 % | 8,3 %  | 5,4 %  |
| Département    | 8,9 % | 11,1 % | 11,2 % |
| France entière | 8,3 % | 10 %   | 10 %   |

En 2018, la population âgée de 15 à 64 ans s'élève à 57 personnes, parmi lesquelles on compte 66,1 % d'actifs (60,7 % ayant un emploi et 5,4 % de chômeurs) et 33,9 % d'inactifs,. Depuis 2008, le taux de chômage communal (au sens du recensement) des 15-64 ans est inférieur à celui de la France et du département.
La commune est hors attraction des villes,. Elle compte 11 emplois en 2018, contre 11 en 2013 et 18 en 2008. Le nombre d'actifs ayant un emploi résidant dans la commune est de 35, soit un indicateur de concentration d'emploi de 31,4 % et un taux d'activité parmi les 15 ans ou plus de 45,7 %.
Sur ces 35 actifs de 15 ans ou plus ayant un emploi, 8 travaillent dans la commune, soit 24 % des habitants. Pour se rendre au travail, 79,4 % des habitants utilisent un véhicule personnel ou de fonction à quatre roues, 14,7 % s'y rendent en deux-roues, à vélo ou à pied et 5,9 % n'ont pas besoin de transport (travail au domicile).

### Activités hors agriculture
Un seul établissement relevant d’une activité hors champ de l’agriculture est implanté  à Orgeix au 31 décembre 2019.

### Agriculture
|                                   | 1988 | 2000 | 2010 |
| --------------------------------- | ---- | ---- | ---- |
| Exploitations                     | 1    | 1    | 1    |
| Superficie agricole utilisée (ha) | 18   | 14   | 36   |

La commune fait partie de la petite région agricole dénommée « Région pyrénéenne ». En 2010, l'orientation technico-économique de l'agriculture  sur la commune est l'élevage d'ovins et de caprins. Une seule  exploitation agricole ayant son siège dans la commune est recensée lors du recensement agricole de 2010 (un en 1988). La superficie agricole utilisée est de 36 ha.

## Culture locale et patrimoine

### Lieux et monuments
- Le château d'Orgeix ayant appartenu aux marquis d'Orgeix, au bord du lac de Campauleil.
- L'église Notre-Dame-de-la-Visitation construite au XVIIe siècle.
- le GR107 passe sur la rive gauche de l'Oriège.
- Randonnée par la vallée d'Orgeix vers les estives de la Lau par un chemin forestier qui part du pont à la sortie du village, puis au-delà vers le lac d'Aygue Longue et le pic de l'Homme[53].

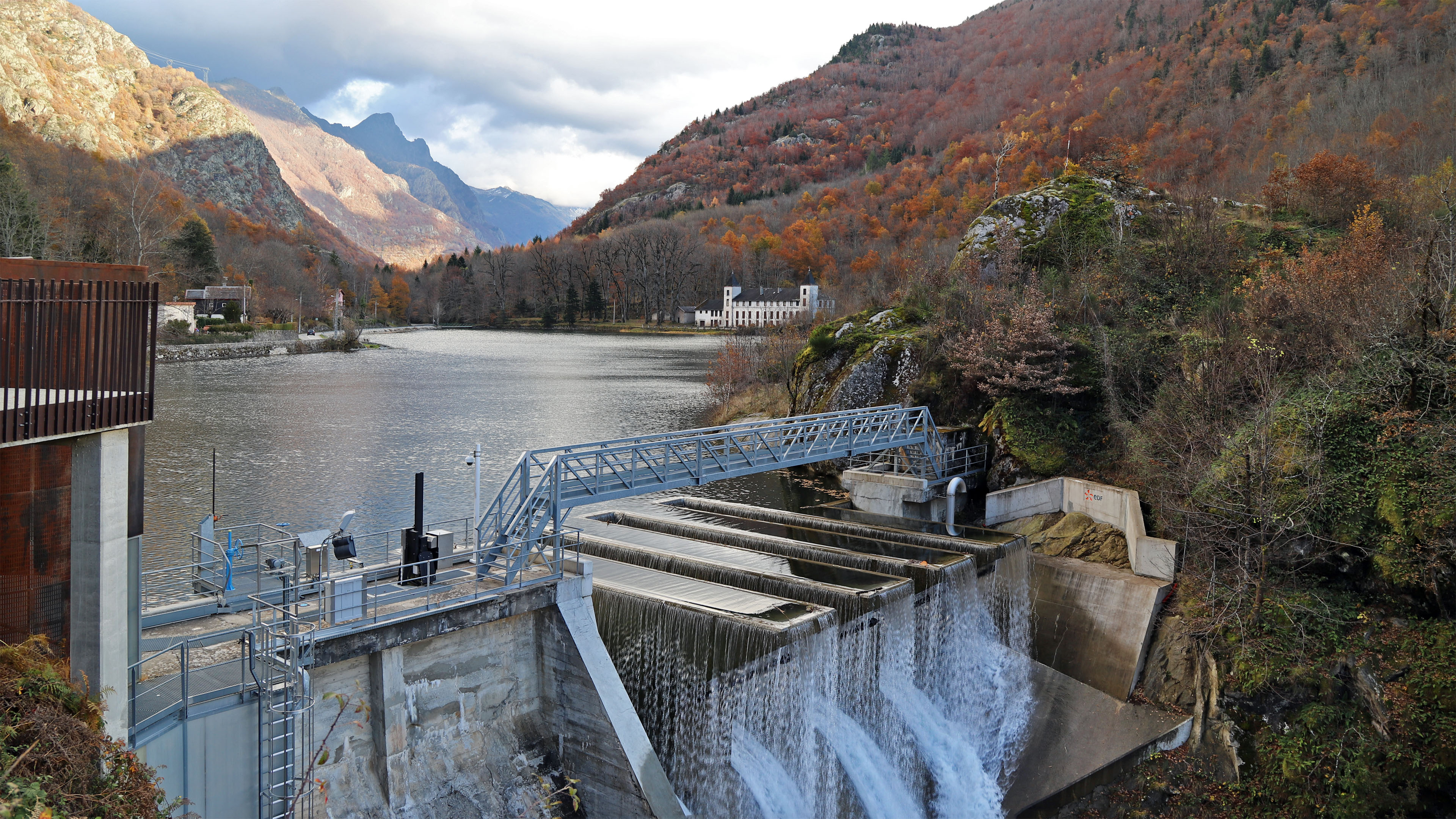
Barrage du lac de Campauleil
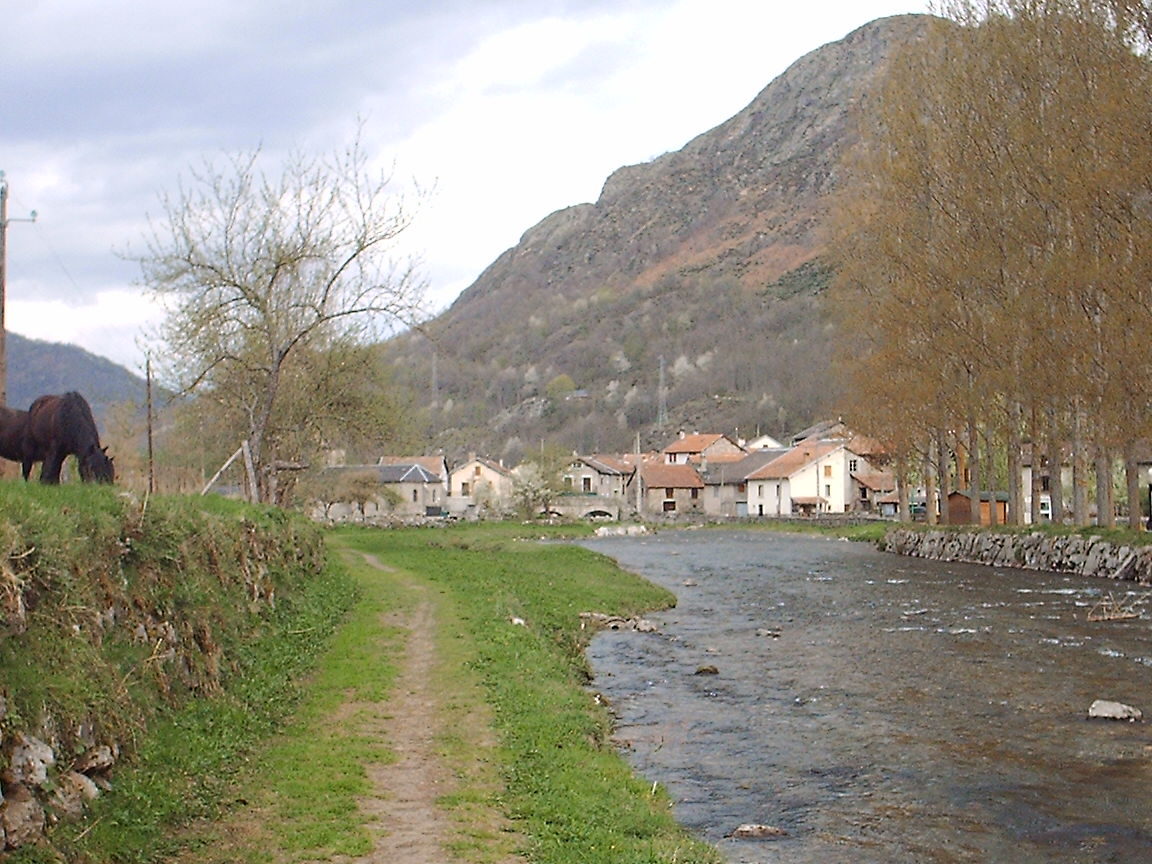
L'Oriège.
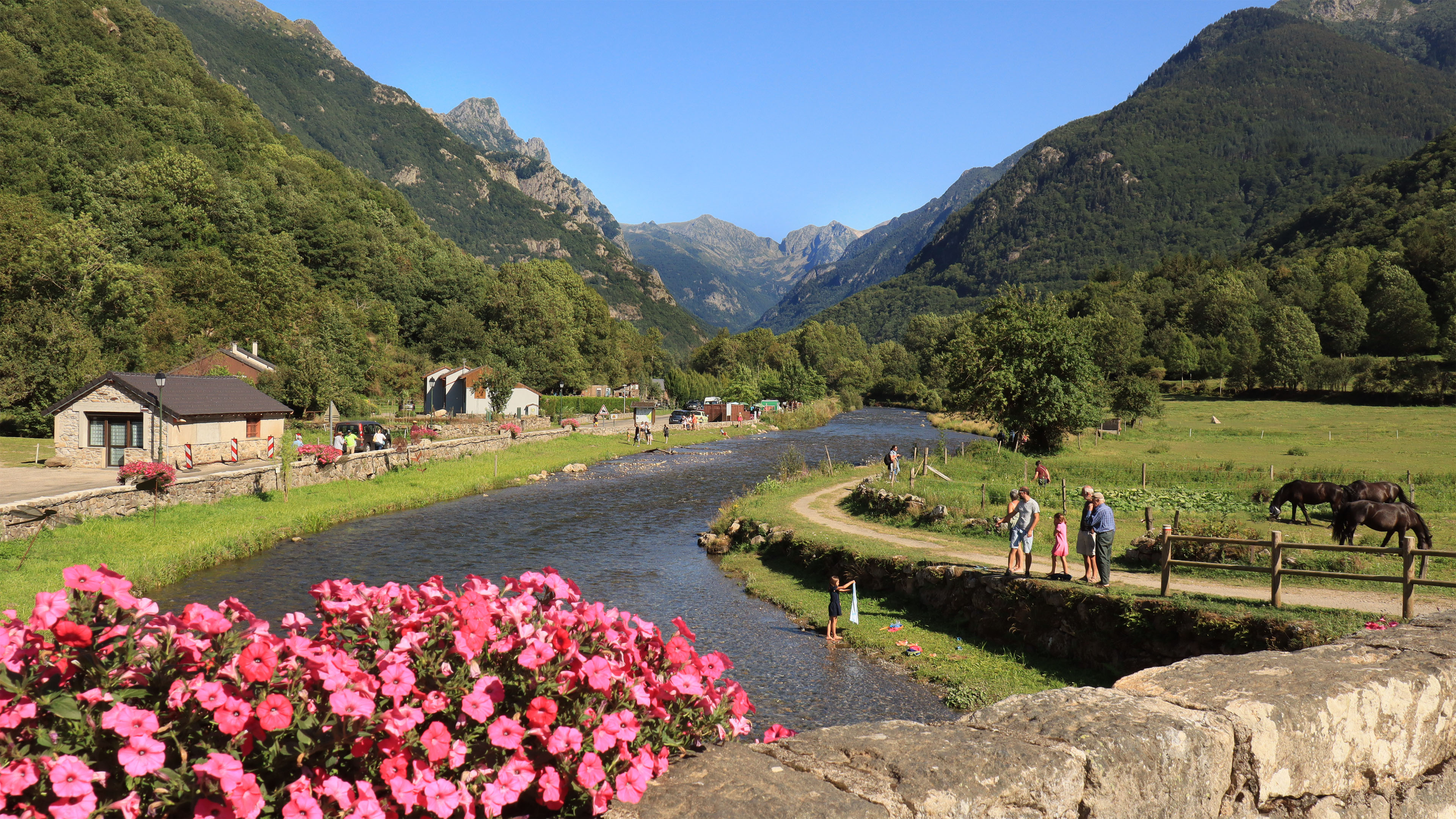
L'Oriège en amont d'Orgeix.
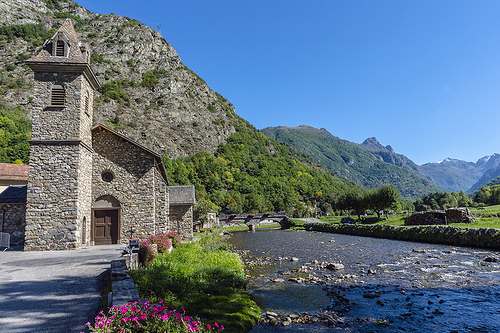
Église d'Orgeix.
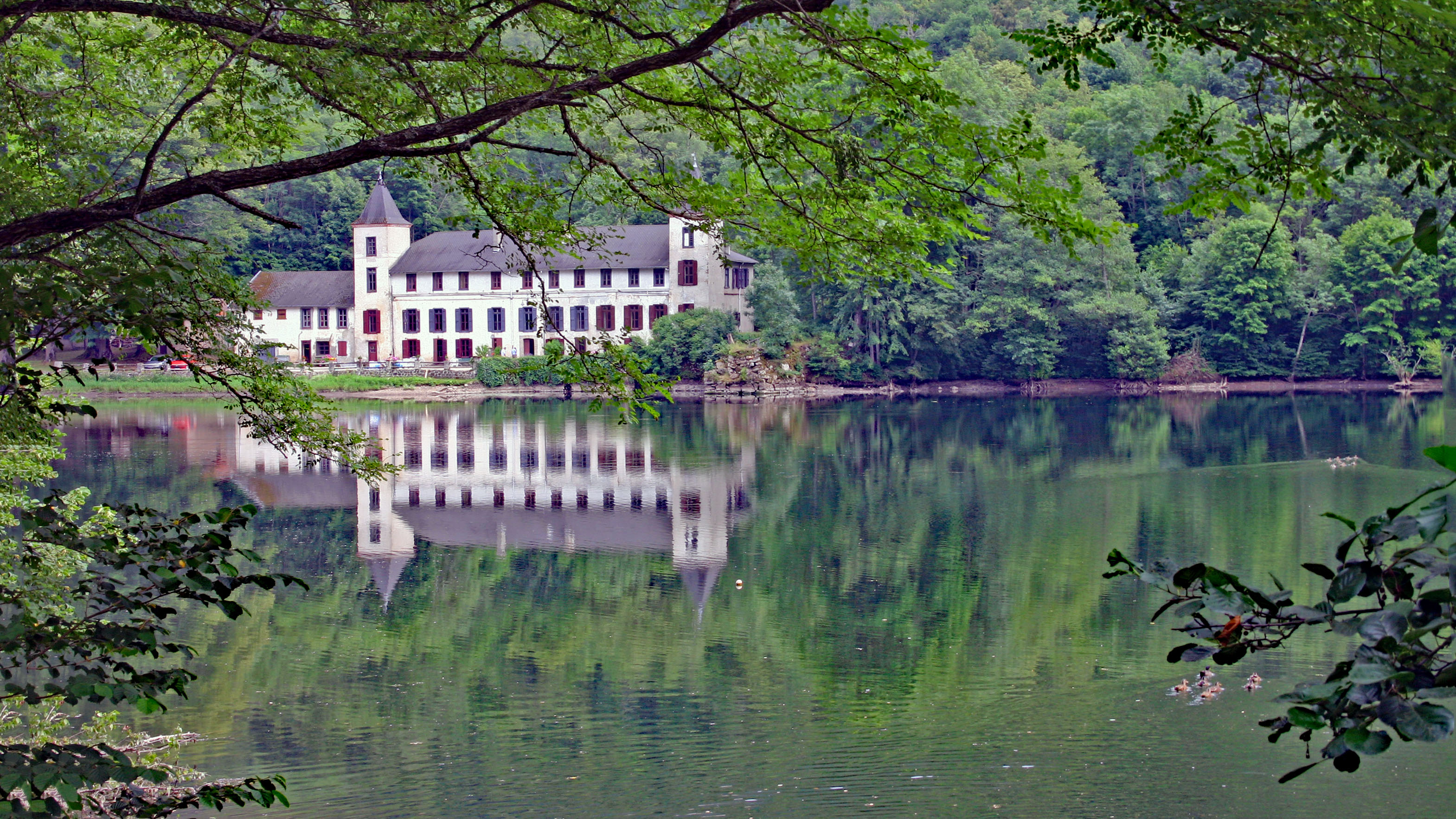
Le manoir d'Orgeix.
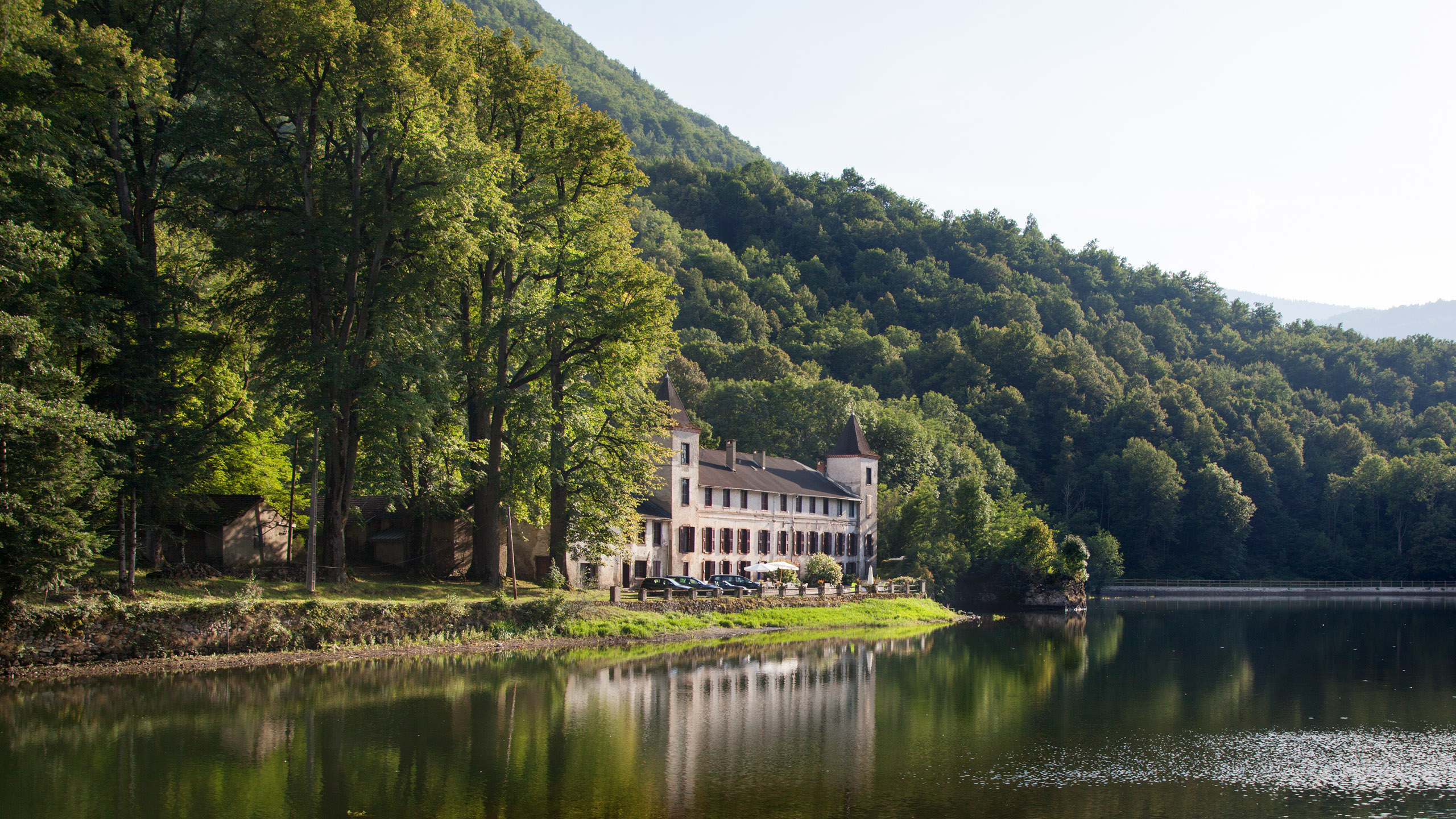
Le manoir d'Orgeix.

### Personnalités liées à la commune
- Jean d'Orgeix
- Christian d'Orgeix